# Arseniusz Finster
Arseniusz Jerzy Finster (ur. 6 kwietnia 1964 w Chojnicach) – polski nauczyciel i wykładowca, samorządowiec, od 1998 burmistrz Chojnic.

## Życiorys
Ukończył Technikum Mechaniczne w Chojnicach i Wydział Mechaniki Wyższej Szkoły Inżynierskiej w Koszalinie, następnie studiował podyplomowo: pedagogikę na Wyższej Szkole Pedagogicznej w Bydgoszczy i zarządzanie firmą na Politechnice Koszalińskiej. W 2003 uzyskał stopień doktora na Moskiewskim Państwowym Uniwersytecie Społecznym na podstawie pracy dotyczącej parametrów polityki zatrudnienia.
W latach 1989–1991 zatrudniony jako specjalista ds. sprzętu i transportu w Rejonie Dróg Publicznych w Chojnicach, następnie był dyrektorem Zespołu Szkół Zawodowych nr 1 w rodzinnym mieście. Od 1997 pełnił obowiązki pełnomocnika rektora Politechniki Koszalińskiej ds. organizacji i rozwoju. W 2005 rozpoczął pracę jako adiunkt w Zakładzie Polityki Ekonomicznej i Regionalnej Politechniki.
W 1994 po raz pierwszy został wybrany radnym Rady Miejskiej w Chojnicach, przewodniczył Komisji Budżetu w II kadencji samorządu (1994–1998). W listopadzie 1998 został wybrany burmistrzem Chojnic (jako przedstawiciel Bloku Rozwoju Gospodarczego), reelekcję na to stanowisko uzyskiwał w latach 2002 i 2006. W obu przypadkach wygrywał w I turze wyborów; po raz pierwszy z ramienia SLD-UP, następnym razem jako kandydat niezależny z poparciem Platformy Obywatelskiej. Również w 2010, 2014, 2018 i 2024 wygrywał w pierwszej turze.
Twórca i prezes banku żywności w Chojnicach, był członkiem zarządu MKS „Chojniczanka” oraz Fundacji Rozwoju Charzyków. Należy do Zrzeszenia Kaszubsko-Pomorskiego.
W 2003 otrzymał Brązowy Krzyż Zasługi.